# Tipula (Acutipula) medivittata
Tipula (Acutipula) medivittata is een tweevleugelige uit de familie langpootmuggen (Tipulidae). De soort komt voor in het Palearctisch gebied.